# アダム・バック
アダム・バック（Adam Back、1970年7月 - ）は、イギリスの暗号解読者、サイファーパンクであり、2014年に共同設立したブロックストリームのCEOである。またビットコインの採掘に使われるHashcashを発明した。

## 経歴
1970年7月、イギリスのロンドンで生まれた。最初のコンピュータはシンクレアZX81だった。独学で基礎を学び、ビデオゲームのリバースエンジニアリングやソフトウェアパッケージの暗号解読キーの発見に明け暮れた。
博士課程では、並列コンピュータを半自動で利用するためのコンパイラを研究し、PGP暗号化、電子マネー、リメイラに興味を持つ。卒業後、アダムは新興企業や大企業で応用暗号のコンサルタントとしてキャリアを積み、暗号ライブラリの作成、他人の暗号プロトコルの設計、レビュー、破壊を行う。
バックはWei Dai、David Chaum、Hal Finneyと同様に初期のデジタル資産研究のパイオニアである。1997年にはHashcashを発明し、同様のシステムはビットコインで使用されている。
彼は電子メールの「非対話的な前方秘匿性」というセキュリティ特性を初めて説明し、あらゆるIDベースの暗号化方式が非対話的な前方秘匿性を提供するために使用できることを観察した。
また、2行および3行のRSA in Perl署名ファイルや、暗号の輸出規制に抗議するための輸出不可のTシャツで超小型コードの使用を促進したことでも知られている。

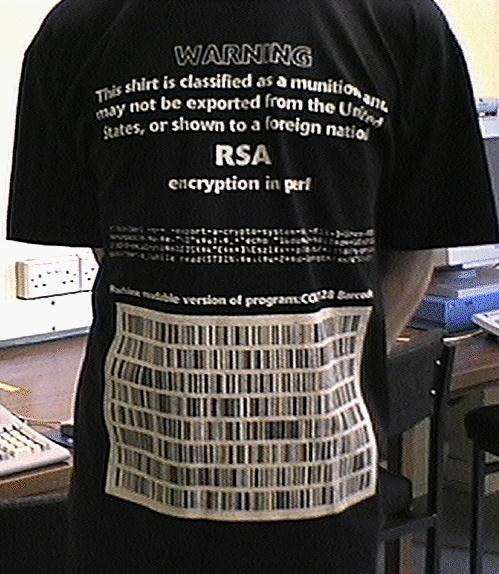
Back の「Munitions」T シャツには、米国で武器と見なされていたコンピューター コードが描かれていた。

　バックはサトシ・ナカモトからメールを受け取った最初の2人のうちの1人である。また、従来のインターネットのバックアップとして、ビットコインの取引を放送・受信するために衛星やメッシュネットワークの利用を推進している。 